# شیرازی (کنیا)

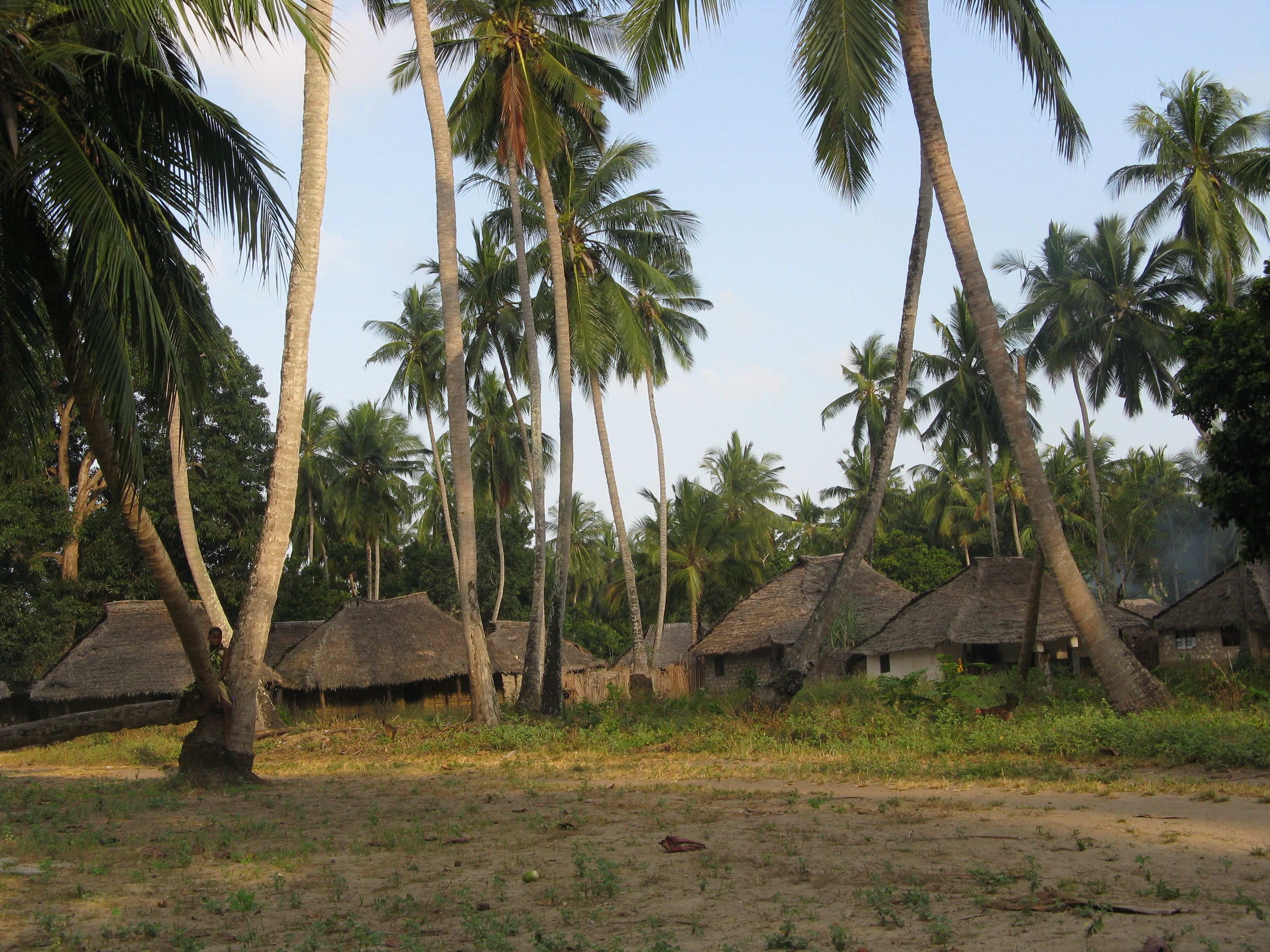
نمایی از «شیرازی» روستایی در استان ساحلی کنیا - ۲۰۰۹

شیرازی که همچنین کیفونزی (به انگلیسی: Kifunzi) یا کیفوندی (به انگلیسی: Kifundi) یا چیفوندی (به انگلیسی: Chifundi) نیز خوانده می‌شود، روستایی در استان ساحلی کنیا است که باشندگان آن به قوم شیرازی تعلق دارند.